# Hanomag Typ Ploxemam
Die normalspurigen Tenderlokomotiven der Bauart Hanomag Typ Ploxemam waren in großen Stückzahlen produzierte zweiachsige Industriebahnlokomotiven von Hanomag. Sie wurden an große Betriebe und vereinzelt an Privatbahnen verkauft. Einige Exemplare waren bis in die Mitte der 1970er Jahre eingesetzt. Je eine Lokomotive ist bei der Dampfbahn Fränkische Schweiz und im Historischen Lokschuppen Wittenberge fahrfähig erhalten geblieben.

## Geschichte
Die Lokomotiven entstanden vorrangig für Werkbahnen und wurden zwischen 1910 und 1928 hergestellt. Die tatsächlich produzierte Zahl der Lokomotiven ist nicht bekannt. In der Fertigungsliste von Hanomag mit der Achsfolge Bt in Normalspur in der Zeit von 1910 bis 1928 stehen über 150 gefertigte Lokomotiven.
Aufgabe der kleinen Maschinen war vorrangig der Werksverschub, wie bei der Ilseder Hütte, wo die beiden Lokomotiven mit den Fabriknummern 8114 und 8115 für den Roheisentransport verwendet wurden.
Es wurde eine Lokomotive mit der Fabriknummer 9855 an die Meppen-Haselünner Eisenbahn geliefert, und eine Lokomotive erhielt die Delmenhorst-Harpstedter Eisenbahn, wo sie die Nummer 5 trug.

### Erhaltene Lokomotiven
Zwei Lokomotiven mit den Fabriknummern 9442 und 9444 wurden an das Gaswerk Nürnberg geliefert. Die Lokomotiven fuhren hier bis Mitte der 1970er Jahre. 1975 wurden eine davon von der Dampfbahn Fränkische Schweiz gekauft, die andere als Dauerleihgabe von der Stadt Nürnberg übernommen. Sie tragen die Namen Nürnberg und Ebermannstadt. Die Ebermannstadt ist gesichert hinterstellt, die Nürnberg ist betriebsfähig (2020).
Die Lokomotive mit der Fabriknummer 9445 wurde an eine Zuckerfabrik in Rethen ausgeliefert und fuhr hier bis 1966, wo sie außer Dienst gestellt wurde. 1975 wurde sie an einen Privatmann verkauft. Von dem erwarb die H. F. Wiebe KG in Nienburg die Lokomotive. Sie erhielt hier den Namen Emma und wurde bis 2010 wieder fahrfähig aufgebaut. 2018 bekam sie eine erneute Hauptuntersuchung, bei der die Achslager überholt und die Rohre im Kessel erneuert wurden. Seither ist die Lokomotive im Historischen Lokschuppen Wittenberge hinterstellt.

## Konstruktion
Ein einfacher Kastenrahmen trägt das zweiachsige Triebwerk mit Heusinger-Steuerung und geschwungener Schleife sowie den Zylindern, die mit Flachschiebern realisiert sind. Der Rahmen ist vorn und hinten mit einer herkömmlichen Zug- und Stoßeinrichtung versehen. Die Bremse funktioniert als Handbremse von vorn auf beide Achsen.
Der einfache Dampfkessel trägt einen Dampf- sowie einen Sanddom, von dem jeweils ein Sandrohr pro Triebwerksseite vor die Räder von innen wirkt. Außerdem ist er mit Sicherheitsventilen der einfachsten Form ausgerüstet. Der Wasservorrat ist zum Teil im zwischen dem Rahmen integrierten Wasserkasten mit seitlichem Einfüllstutzen oder im seitlichen Kasten gelagert. Im linken seitlichen Kasten werden die Kohlen gelagert, die vom Führerhaus entnommen werden können. Die Beleuchtung der Lokomotive erfolgt heute elektrisch mit Turbogenerator.